# Domitius Zenophilus
Domitius Zenophilus est un administrateur romain du IVe siècle.
Eu égard à son patronyme grec, il serait originaire d'Orient ou de Sicile.
Correcteur (corrector) de Sicile peu avant 320 , résidant à Lilybée ; consulaire de Numidie, le 13 décembre 320 ; proconsul d'Afrique entre 327 et 333 et consul ordinaire en 333.